# Ca n'Humet
Ca n'Humet és un edifici industrial del municipi del Masnou (Maresme) inclòs en l'Inventari del Patrimoni Arquitectònic de Catalunya. És obra de l'arquitecte modernista Francesc Guàrdia i Vial.

## Descripció
Antiga fàbrica formada per una sola nau, exteriorment dividida en vuit mòduls, quatre a cada banda d'un portal central format per un gran arc escarser. La nau està resolta amb un sistema de voltes de rajoles desenvolupades en tres crugies; la central és de quatre punts i les laterals de mig punt, suportades amb pilars de ferro reblonats. Les façanes laterals són portants.
L'element fonamental de la construcció és la totxana o maó en sardinell, tant als coronaments com a les finestres. Cadascú d'aquests mòduls consta d'una teulada de dues vessants amb el carener perpendicular a la façana i una finestra formada per un arc escarser.

## Història
Fou construït l'any 1918 per posar-hi una impremta i taller de l'editorial Barcelonesa d'Arts Gràfiques Domènech propietat d'Eduard Domènech i Montaner. Durant la Guerra Civil, a finals de 1937, s'hi va instal·lar la cooperativa treball Unió de Pintors del Masnou. Acabada la guerra, es va transformar en una fàbrica de filatures i llanes propietat de Joan Humet Vallès, pare de Miquel Humet Argemí (alcalde de 1972 a 1979). Oficialment s'anomenava Puig Soler y Humet SA, ja que també era propietat
de l’empresari Josep Maria Puig Soler, que als anys trenta s'havia encarregat de Can Xala juntament amb el també empresari Mario Rovira Canalías.
Entre els anys 1999 i 2001 fou reformat per l'arquitecte Francesc Moreso per convertir-lo en un centre cívic.
Actualment és propietat municipal i ha estat objecte d'una profunda reforma per transformar-lo en centre cultural, que compta amb un teatre, un gran pati i una sala polivalent.